# Huanta
Huanta est une ville de la Région d'Ayacucho, capitale de la province de Huanta au Pérou.
La ville, fondée en 1905, est située à 2 628 m d'altitude. Sa population est de 30 234 habitants.